# Université nationale pédagogique Korolenko
L'université pédagogique nationale Vladimir-Korolenko de Poltava (PUET) (ukrainien : Полтавський національний педагогічний університет імені Володимира Короленка; russe : Полтавский национальный педагогический университет имени В. Г. Короленко une des plus anciennes universités à Poltava, elle est dédicacée à Vladimir Korolenko.

## Histoire de l’université
En 1949, elle a pris le nom de Korolenko.

## Personnalités liées

### Anciens élèves
- Dmitri Ivanenko, physicien.
- Illia Kiva, ingénieur et politicien.

### Recteurs
- 1914 à 1917 : Oleksandr Volnin
- 1917 à 1919 : Oleksandr Levitsky
- 1920 à 1921 : Valentyn Nikolaev
- 1921 à 1922 : Ivan Rybakov
- 1922 à 1923 : Myroslav Gavryliv
- 1923 à 1924 : Volodymyr Shchepotiev
- 1924 à 1925 : Oleksandr Khodak
- 1925 à 1930 : Matvii Farber
- 1930 à 1931 : Karl Zhagar
- 1931 à 1933 : Radion Kulinenko
- 1933 à 1934 : Petro Koynash
- 1934 à 1935 : Mykhailo Dashchenko
- 1935 à 1937 : Ivan Onisin
- 1938 à 1940 : Mykola Dotsenko
- 1940 à 1941 : Petro Aseev
- 1943 à 1944 : Anton Boyko
- 1944 à 1949 : Fedir Redko
- 1949 à 1952 : Ivan Kirsa
- 1952 à 1953 : Dmytro Nenenko
- 1953 à 1971 : Mykhaïlo Semivolos
- 1971 à 1975 : Oleksandr Zuban
- 1975 à 1990 : Ivan Zyazyun
- 1990 à 2008 : Volodymyr Pashchenko
- 2008 à 2009 : Petro Kyridon (acting)
- 2009 à 2021 : Mykola Stepanenko
- 2021 à présent : Maryna Hrynyova

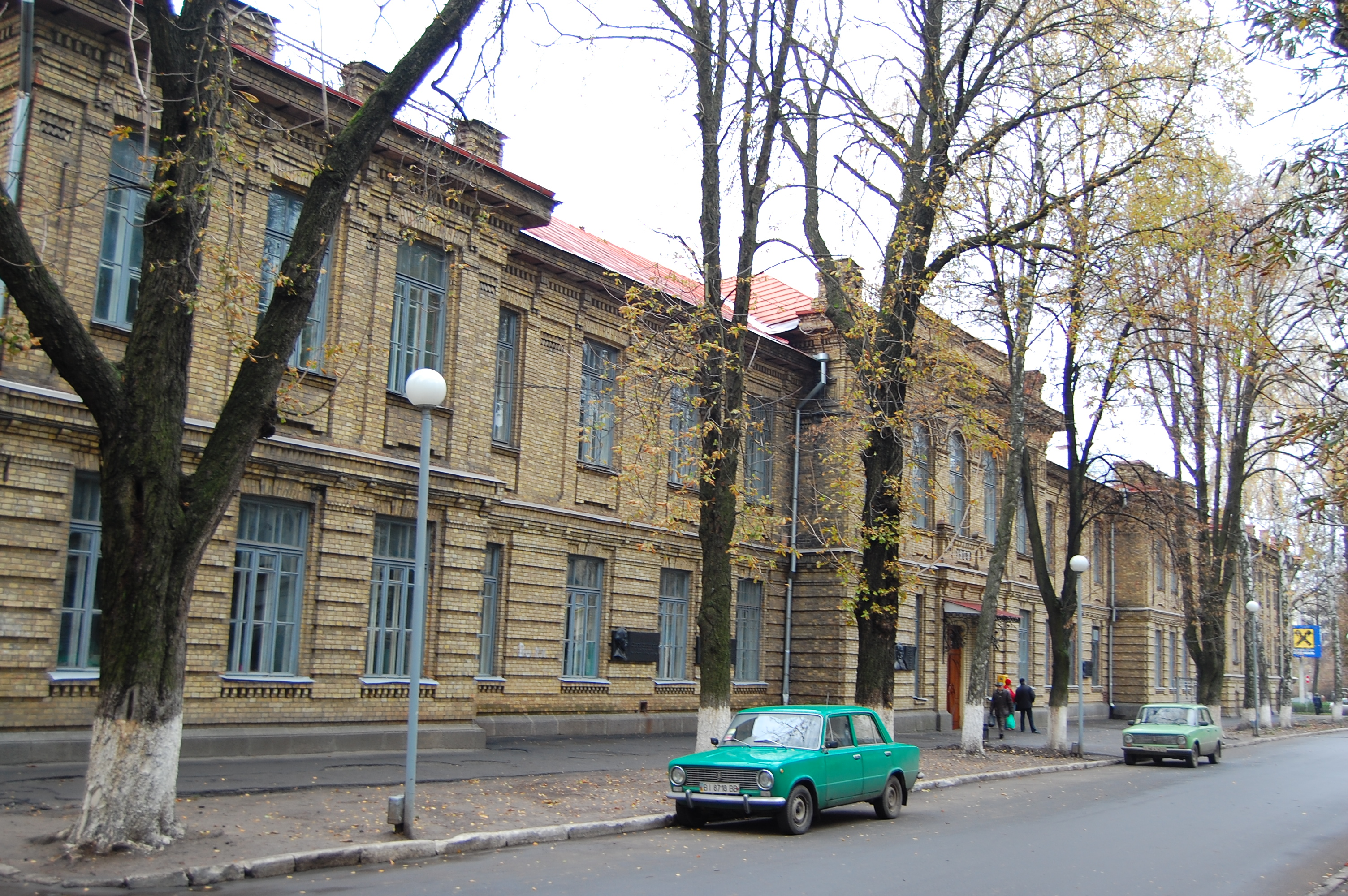
Au 2 de la rue Ostrohradckoho classée[2].
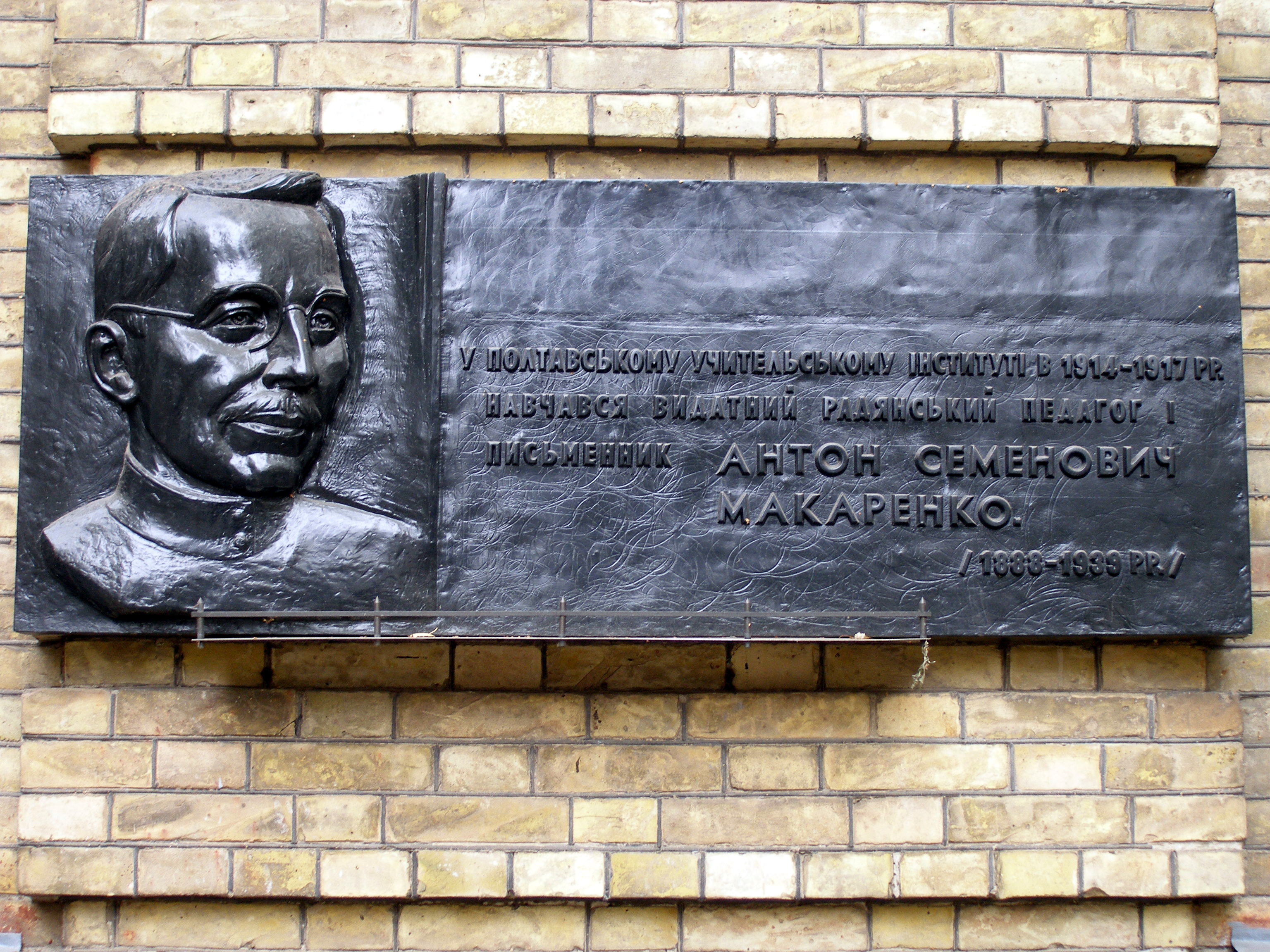
Mémoralia à Anton Makarenko.
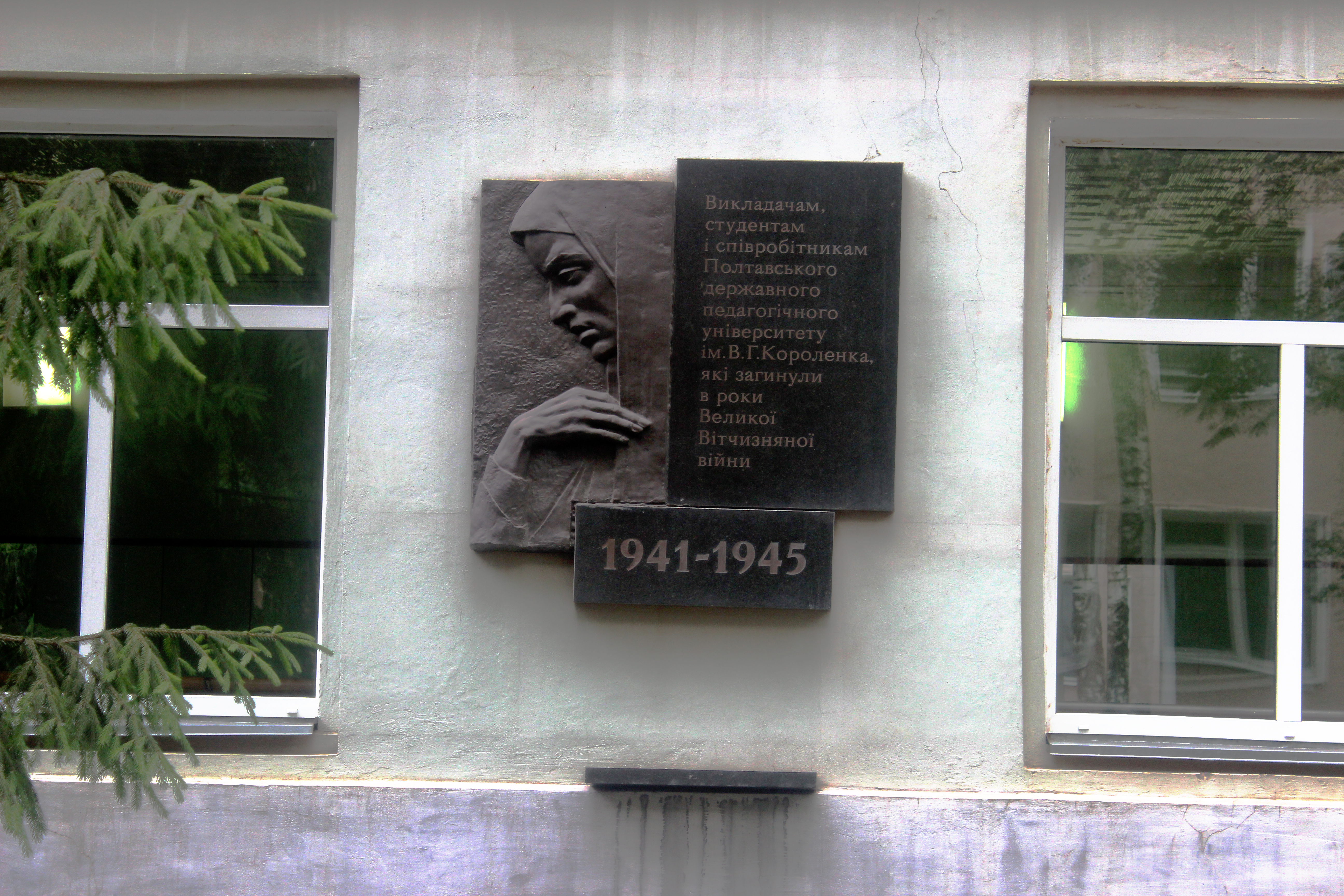
En mémoire des étudiants et enseignants tombés lors de la 2GM classée[3].